# Henri Tajfel
Henri Tajfel (rojen Hersz Mordche Tajfel), poljsko-britanski socialni psiholog, * 2. junij 1919, Włocławek, Poljska, † 3. maj 1982, Oxford, Združeno kraljestvo. Najbolj znan kot utemeljitelj teorije socialne identitete, v Evropi priznan zaradi pomembne vloge pri vzpostavitvi Evropskega združenja socialne psihologije (European Association of Social Psychology – EASP).

## Življenje
Tajfel se je rodil leta 1919 judovski družini na Poljskem. Ko je Nemčija leta 1939 napadla Poljsko, pa je ta študiral v Franciji na Sorboni. Dobro znanje francoskega jezika mu je omogočilo, da je v času vojne prevzel francosko in prikril svojo poljsko judovsko identiteto. S tem se je za razliko od svoje družine in prijateljev izognil holokavstu, nakar so ga leta 1940 zajele nemške sile in je preostanek konflikta preživel kot vojni ujetnik. Po vojni je šest let pomagal žrtvam vojne in beguncem. Tovrstna izkušnja ga je globoko zaznamovala in mu dala pomembne intelektualne smernice za njegove poznejše raziskave na področju diskriminacije manjšin ter o tem, kako identiteto oblikujeta narodnost in pripadnost etnični skupini. Leta 1948 se je poročil in se tri leta za tem preselil v Anglijo. Študiral je na Birkbecku, univerza v Londonu, kjer si je za esej o predsodkih prislužil štipendijo. Diplomiral je leta 1954, se zaposlil kot raziskovalni asistent na univerzi v Durhamu, za tem pa je postal tudi predavatelj socialne psihologije na univerzi v Oxfordu. Leta 1967 je bil imenovan za predstojnika za socialno psihologijo na univerzi v Bristolu, kjer je deloval do smrti (1982). Bristol je kmalu zatem postal središče za raziskovanje na področju socialne psihologije.

## Teorija socialne identitete
Henri Tajfel je močno prispeval k teoriji socialne identitete. Socialna identiteta se nanaša na posameznikov občutek, kdo so, na podlagi pripadnosti določeni skupini. Tajfel je predlagal, da so skupine (npr. družbeni razred, družina, nogometna ekipa itd.), v katere ljudje spadajo, pomemben vir ponosa in samopodobe. Skupine nam dajejo občutek socialne identitete: občutek pripadnosti družbenemu svetu. S pomočjo procesa družbenega kategoriziranja (postavljanja ljudi v družbene skupine) delimo svet na "njih" in "nas". Henri Tajfel je predlagal, da stereotipizacija ljudi temelji na običajnem kognitivnem procesu: nagnjenosti k združevanju stvari skupaj. Pri tem pogosto iščemo razlike med skupinami in podobnosti v isti skupini. To imenujemo notranja skupina (mi) in zunanja skupina (oni). 
Osnovna hipoteza teorije socialne identitete pravi, da bodo pripadniki notranje skupine iskali negativne lastnosti zunanje skupine, s čimer bodo izboljšali svojo samopodobo. Predsodki med kulturami lahko privedejo do rasizma; v ekstremnih oblikah lahko rasizem povzroči genocid, kot se je zgodilo npr. v nacistični Nemčiji z Judi. Tako kot stvari tudi ljudi razvrščamo na podoben način. Skupino, ki ji pripadamo (notranja skupina), vidimo drugačno od drugih zunanijh skupin in člane iste skupine kot bolj sebi podobne, kot si v resnici so. Družbeno kategoriziranje je ena razlaga za predsodkovne drže (to je, miselnost "mi" in "oni"). Primeri notranjih in zunanjih skupin so: Severna Irska: katoliki – protestanti, Ruanda: Hutuji in Tutsiji, Jugoslavija: Bošnjaki in Srbi, Nemčija: Judje in nacisti, spol: moški in ženske, družbeni razred: srednji in delavski razred.
Faze teorije socialne identitete, kot sta jih predlagala Tajfel in Turner (1979), vključujejo tri procese pri razvrščanju drugih kot "mi" ali "oni" (notranja skupina in zunanja skupina), ki se odvijajo v sledečem zaporedju. 
Prva faza je kategorizacija, kjer predmete in ljudi razvrščamo, da bi jih razumeli in prepoznali v družbenem okolju. Uporabljamo družbene kategorije, kot so rasne, etnične, verske, poklicne kategorije, saj so koristne pri razumevanju sveta okoli nas. Ta proces nam omogoča, da si pridobimo informacije o ljudeh, tudi samih sebi, in določamo primerno vedenje glede na pripadnost različnim skupinam, ki jim posameznik lahko pripada. 
Druga faza - družbena identifikacija: sprejemamo identiteto skupine, v katero smo vključeni. Ko se opredelimo kot del določene skupine, na primer študenti, se identificiramo s to skupino in začnemo obnašati na načine, ki jih pripisujemo tej skupini. Identifikacija s skupino ima čustveni pomen in vpliva na našo samopodobo, saj je povezana s članstvom v skupini. 
Tretja faza je družbeno primerjanje. Ko smo se opredelili kot del skupine in se identificirali s to skupino, smo nagnjeni k primerjanju te skupine z drugimi skupinami. Za ohranjanje samopodobe je pomembno, da se naša skupina primerja ugodno v primerjavi z drugimi skupinami. To primerjanje je ključno za razumevanje predsodkov, saj vodi v tekmovanje med skupinami za ohranjanje samopodobe članov. Tekmovanje in sovraštvo med skupinami nista samo posledica tekmovanja za vire, ampak tudi rezultat tekmovalnosti med identitetami.

## Evropsko združenje socialne psihologije
Henri Tajfel je pomembno prispeval k Evropskemu združenju za socialno psihologijo (EASP). Imel je ključno vlogo pri ustanovitvi in razvoju združenja, katerega cilj je bil spodbujati raziskave in sodelovanje na področju socialne psihologije v Evropi. Tajfel je bil eden od ustanovnih članov EASP in je aktivno sodeloval pri njegovem zgodnjem razvoju. Sodeloval je pri organizaciji konferenc, simpozijev in delavnic združenja, s čimer je raziskovalcem zagotovil platformo za izmenjavo idej in predstavitev njihovega dela. Poleg tega so Tajfelove raziskave in teorije, zlasti teorija socialne identitete, močno vplivale na področje socialne psihologije v Evropi in zunaj nje. Njegovo delo je prispevalo k oblikovanju teoretičnih okvirov in raziskovalnih usmeritev EASP. Poleg tega se je Tajfelov vpliv razširil na mentorstvo in navdih številnih znanstvenikov in raziskovalcev, ki so postali pomembne osebnosti v evropski skupnosti socialne psihologije. Njegovi intelektualni prispevki in mentorstvo so v EASP predstavljali pomembno zapuščino. V spomin na Henrija Tajfla je EASP leta 1982 ustanovilo predavanje in nagrado Henrija Tajfela. Nagrada Henrija Tajfela je priznanje za izjemne življenjske dosežke polnopravnega člana združenja.

## Dela in bibliografija
Henri Tajfel ni napisal številnih posameznih del, saj je večinoma deloval kot raziskovalec in profesor na področju psihologije. Vendar pa je njegovo najpomembnejše delo in prispevek k psihologiji prav teorija socialne identitete, ki jo je razvil skupaj s kolegom Johnom Turnerjem. Poleg tega je Tajfel sodeloval pri številnih drugih raziskavah, ki so prispevale k razumevanju vpliva socialne identitete na vedenje posameznikov v skupinskih kontekstih. Njegova dela so pomembno vplivala na področja, kot so predsodki, diskriminacija, medskupinski konflikti in oblikovanje skupinskih identitet. Čeprav ni napisal obsežnega števila posameznih del, je njegov prispevek na področju teorije socialne identitete in širše v socialni psihologiji izjemen in je imel velik vpliv na nadaljnji razvoj teh področij.
V slovenščini najdemo Tajfelova dela zgolj kot izvlečke v diplomskih nalogah.
- Tajfel, H. (1959). Quantitative judgment in social perception. British Journal of Psychology, 50, 16–29.
- Tajfel, H. (1969). Cognitive aspects of prejudice. Journal of Social Issues, 25, 79–97.
- Tajfel, H. (1970). Experiments in intergroup discrimination. Scientific American, 223, 96-102. Wayback Machine.
- Tajfel, H., Billig, M., Bundy, R. P. & Flament, C. (1971). Social categorization and intergroup behaviour. European Journal of Social Psychology, Vol. 1, Issue 2, 149-178 (izvleček).
- Tajfel, H. (1972). La catégorisation sociale. In S. Moscovici (Ed.), Introduction à la psychologie sociale (Vol. 1). Paris: Larousse.
- Tajfel, H. (1974). Social identity and intergroup behaviour. Social Science Information, 13, 65–93.
- Tajfel, H. (1978). Differentiation between social groups: Studies in the social psychology of intergroup relations. London: Academic Press.
- Tajfel, H. & Turner, J. C. (1979). An Integrative Theory of Intergroup Conflict. In W. G. Austin & S. Worchel (Eds.), The Social Psychology of Intergroup Relations. Monterey, CA: Brooks-Cole .
- Tajfel, H. (1981). Human Groups and Social Categories. Cambridge University Press, Cambridge.
- Tajfel, H. (1982). Social psychology of intergroup relations. Annual Review of Psychology, 33, 1-39.
- Tajfel, H. & Turner, J. C. (1986). The social identity theory of inter-group behavior. In S. Worchel & W. G. Austin (Eds.), Psychology of Intergroup Relations. Chicago: Nelson-Hall